# MTV娛樂台
MTV娛樂台（英語：MTV Taiwan）現由三立電視運營。是目前在台灣播出的24小時國際音樂節目頻道。該頻道為派拉蒙全球旗下音樂電視網（Music Television，MTV）的台灣頻道。
1991年音樂電視網與當時和紀黃埔旗下的衛星電視（今亞太迪士尼傳媒）共同成立MTV Asia（亞洲版），以衛視音樂台的以國語在台灣播出。
1994年6月5日，衛星電視從 MTV 獨立出 Channel [V] 音樂頻道，取代了原本的衛視音樂台。
1995年4月21日，當時的維亞康姆正式創立 MTV 台灣頻道。
2011年11月，三立電視買下MTV台灣頻道經營權，年底原團隊搬入三立電視總部。

## 頻道節目[4]

### 動畫節目
- 癟四與大頭蛋[5]

### 音樂節目
- MTV嘻哈榜
- MTV大推榜
- MTVK歌榜
- MTV日韓榜
- MTV西洋榜
- MTV PUSH[6]
- 純氧音樂百科[7]

### 三立自製綜藝節目
- 完全娛樂
- 大嘻哈時代
- 大嘻哈時代2[8]

## 姊妹频道
- MTV東南亞頻道（英语：MTV (Southeast Asian TV channel)）
- MTV印度頻道（英语：MTV (Indian TV channel)）

## 外部連結
- MTV 台灣官方網站 （页面存档备份，存于）（繁體中文）
- 三立電視 官方網站 （页面存档备份，存于）
- MTV 台灣官方 YouTube 頻道 （页面存档备份，存于）
- MTV 台灣頻道 Facebook 粉絲專頁 （页面存档备份，存于）
- 154 MTV綜合電視台 - 中華電信 MOD 網站 （页面存档备份，存于）